# George Ewart Evans
George Ewart Evans (* 1. April 1909 in Abercynon, (Glamorganshire); † 11. Januar 1988) war ein walisischer Schriftsteller.

## Leben
Er studierte klassische Philologie am University College in Cardiff. Ab 1931 arbeitete er als Lehrer, ab 1948 wirkte Evans freischaffend als Schriftsteller. Er übersiedelte dann nach England. Sein Sohn Matthew Evans, Baron Evans of Temple Guiting (1941–2016) war Politiker der Labour Party.
George Ewart Evans verfasste Romane, Jugendbücher, Folklore, Kurzgeschichten und eine Autobiografie.

## Werke (Auswahl)
- The Voices of the Children, Kurzroman, 1947
- The Fitton Four-Poster, Jugendbuch, 1953
- Ask the Fellow Who Cut the Hay, Folklore, 1956
- The Horse in the Furrow, Folklore, 1960
- The Pattern under the Plough, Folklore, 1966
- The Farm and the Village, Folklore, 1969
- Where Bears Wag All, Folklore, 1970
- The Leaping Hare, Folklore, 1972 (gemeinsam mit David Thomson)
- Acky, Kurzgeschichten, 1973
- The Days that We Have Seen, Folklore, 1975
- Let Dogs Delight and Other Stories, Kurzgeschichten, 1975
- From Mouths of Men, Folklore, 1976
- Horse Power and Magic; Folklore, 1979
- The Strength of the Hills, Autobiografie, 1983